# 1987 SE7
1987 SE7 är en asteroid i huvudbältet som upptäcktes den 20 september 1987 av de båda amerikanska astronomerna Eleanor F. Helin och Jeff T. Alu vid Palomar-observatoriet.
Asteroiden har en diameter på ungefär 3 kilometer.